# بواتا (کوبا)
بواتا (به اسپانیایی: Bauta) یک منطقهٔ مسکونی در کوبا است که در استان آرتمیسا واقع شده‌است. بواتا ۱۵۷ کیلومتر مربع مساحت و ۴۵٬۵۰۹ نفر جمعیت دارد و ۷۵ متر بالاتر از سطح دریا واقع شده‌است.